# Прибужье Новое
Прибу́жье Новое (бел. Новае Прыбужжа) — деревня в составе Михеевского сельсовета Дрибинского района Могилёвской области Республики Беларусь.

## Население
- 1999 год — 175 человек
- 2010 год — 95 человек